# ادنا پرواینس

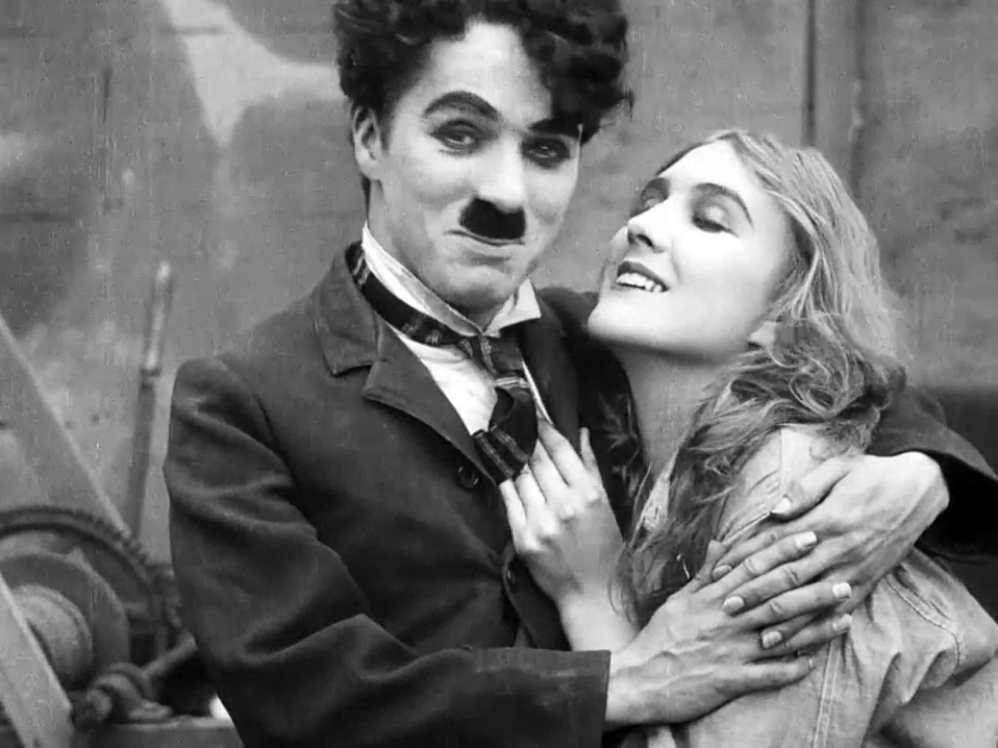
چارلی چاپلین و ادنا پرواینس در فیلم پایان خوش ۱۹۱۶

اولگا ادنا پرواینس (به انگلیسی: Olga Edna Purviance) هنرپیشه آمریکایی در دوران فیلم صامت و قهرمان زن فیلم های چارلی چاپلین بود.

## زندگی
ادنا پرواینس در ۲۱ اکتبرِ ۱۸۹۵ در پرادایس ولی، نوادا زاده شد. وی در زمان جنگ جهانی اول منشی بود و به صورت اتفاقی با چارلی چاپلین آشنا شد. این آشنایی منجر به رابطه عاطفی و دوستانه ای شد که تا پایان عمرش ادامه داشت. وی بازیگر زن محبوب چاپلین بود و به گفته دوستان نزدیک چاپلین ، ادنا سنگ صبور و نوعی حس عاطفی و مادرانه  برای چاپلین بود. چاپلین به احترام ادنا فیلم زن پاریسی را ساخت، ولی در آن بازی نکرد فقط برای آنکه ادنا به عنوان بازیگر فیلم های درام و نه صرفا کمدی مطرح شود. با ظهور صدا و پایان دوران فیلم های صامت ، دوران بازیگری ادنا به پایان رسید. به گفته دوستان نزدیکشان،  چاپلین و ادنا یکدیگر را بسیار دوست می داشتند، ولی هرگز ازدواج نکردند. وی در ۱۱ ژانویهٔ ۱۹۵۸ بر اثر بیماری سرطان در ۶۲ سالگی در هالیوود، کالیفرنیا درگذشت. در زمان فوت او، چاپلین در تبعید از آمریکا به سر می برد و برای همین در مراسم خاکسپاری او شرکت نکرد، ولی به گفته همسرش از شنیدن خبر فوت ادنا دچار حمله عصبی شد. در فیلم چاپلین از وی به نیکی یاد شده ولی به روابط عاشقانه آن دو اشاره ای نشده است.

## فیلم‌شناسی
- روز پرداخت حقوق
- دست انداختن کارمن
- پسربچه
- زن پاریسی
- موسیو وردو
- روشنی‌های صحنه
- ولگرد
- ایزی استریت
- سانی‌ساید
- شانگهای
- پلیس (۱۹۱۶)
- دردسر سه‌گانه
- خوشی یک روز
- شبی در نمایش
- مهاجر (۱۹۱۷)
- زندگی سگی
- سمساری
- دوش‌فنگ
- طبقه بیکار
- فرار مینی‌بوسی
- ماجراجو
- سرسره بازی
- خانه‌به‌دوش
- باند
- درمان (۱۹۱۷)
- بانک (۱۹۱۵)
- یک شب گردش
- آتش‌نشان
- پشت صفحه نمایش
- قهرمان
- شغل (۱۹۱۵)
- یک زن (۱۹۱۵)
- کنت
- زنی از دریا
- زائر (۱۹۲۳)
- ولگرد
- دوش‌فنگ
- زن پاریسی (۱۹۲۳)
- پلیس
- مهاجر
- پشت صفحه نمایش (۱۹۱۶)
- ماجراجو (فیلم) (۱۹۱۷)
- بازرس فروشگاه (۱۹۱۶)
- طبقه بیکار (۱۹۲۱)
- در پارک (۱۹۱۵)
- کنار دریا (۱۹۱۵)
- زندگی سگی (۱۹۱۸)